# Scala Santa
La Scala Santa ou Scala Sancta, c'est-à-dire en italien « Escalier saint », est dans la tradition chrétienne l'escalier du prétoire de Jérusalem gravi par Jésus lors de son jugement par Ponce Pilate qui décida de sa crucifixion. Plusieurs lieux commémorent cet épisode de la Passion du Christ, en particulier le sanctuaire de la Scala Santa situé à proximité de la basilique Saint-Jean-de-Latran à Rome dont la prééminence provient de son antériorité.
Beaucoup d'Escaliers saints ont été créés au XIXe siècle par le processus de « recharge sacrale » ou de relance dévotionnelle des sanctuaires de pèlerinage ébranlés par la contestation interne du siècle des Lumières. Dans ces sanctuaires, la Scala Santa est un édicule, souvent en forme de dôme, doté d'un escalier de pénitence à double rampe garni de balustres, pour que les pèlerins puissent méditer la Passion du Christ, avec parfois une avant-chapelle pour les messes en plein air aux jours de grand pèlerinage et de pardon.

## La Scala Santa de Rome

### Historique
Selon une tradition médiévale, la Scala Pilati (« Escalier de Pilate », nom de cette relique au Moyen Âge) est transportée miraculeusement de Jérusalem à Rome vers 326 par Hélène, mère du premier empereur chrétien, Constantin. L'escalier est déposé dans l'aile nord du palais du Latran, la nouvelle résidence papale. En réalité, la dévotion de cette relique (notamment la pratique des pèlerins de gravir les marches à genoux pour revivre la Passion du Christ et pour obtenir des faveurs) est attestée à l'occasion du jubilé de 1450, lorsque l'évêque de Châlons-sur-Marne affirme qu'il s'agissait de l'escalier du Prétoire. 
Une légende veut que la conversion de Martin Luther ait été favorisée après avoir gravi ces marches à genoux en 1511 alors qu'il désirait sauver du purgatoire l'âme de son grand-père. En haut des marches, il aurait entendu retentir à ses oreilles les paroles du prophète Habakuc rapportées par l'apôtre Paul « le juste vivra par la foi » et, doutant des faveurs spirituelles dont l'Église est la divine dispensatrice, se serait sauvé.

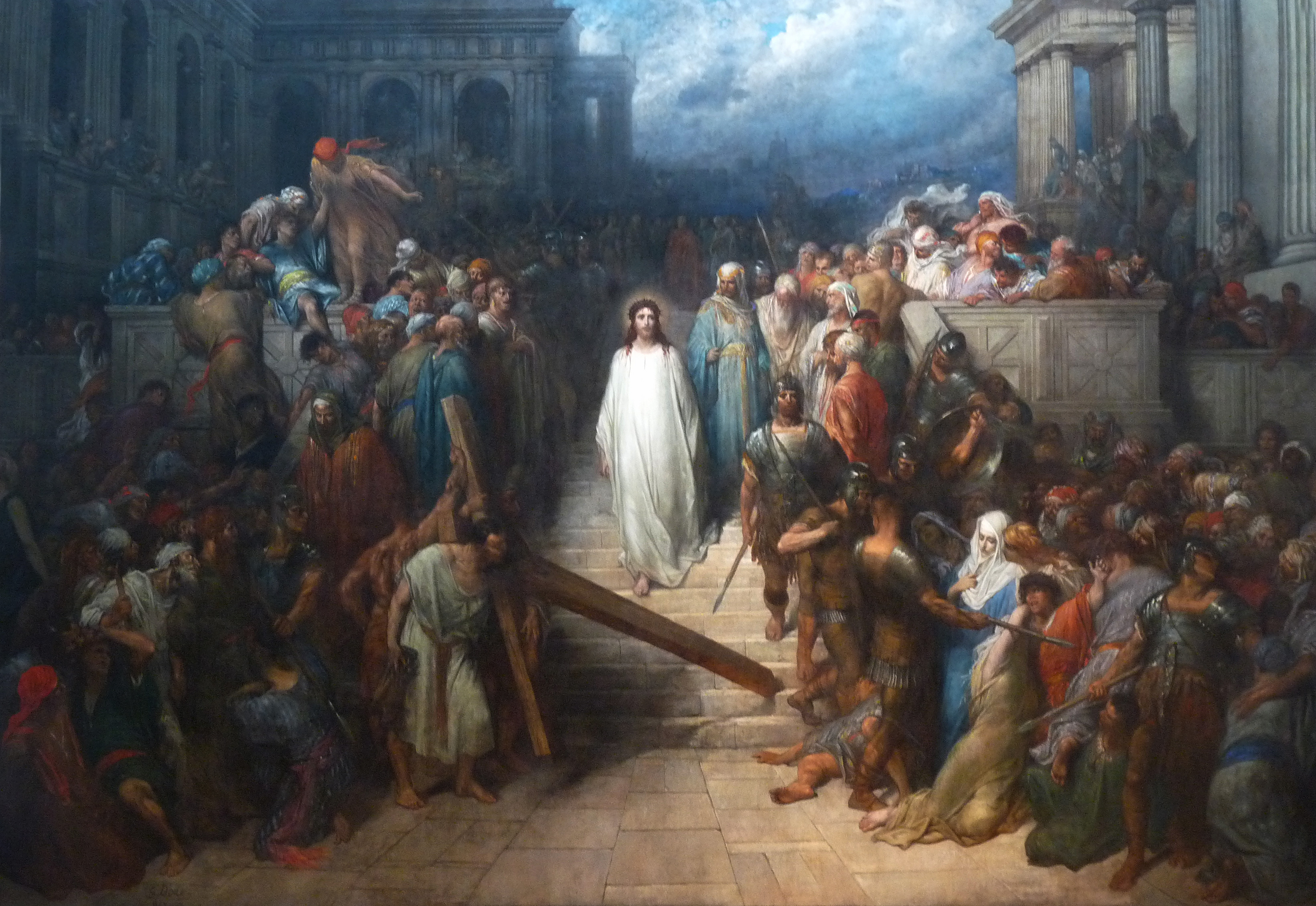
Le Christ quittant le prétoire, Gustave Doré, 1877, Musée d'Art moderne et contemporain de Strasbourg.

En 1589, le pape Sixte V charge l'architecte Domenico Fontana de démonter les escaliers et les transporter du vieux palais du Latran en cours de destruction au Sancta sanctorum situé sur la partie orientale de la place Saint-Jean de Latran. L'escalier mène ainsi au Saint des Saints, chapelle reconstruite au XIIIe siècle par Nicolas III et érigée en basilique majeure, la basilique San Salvatore della Scala Santa. Fontana ajoute deux escaliers parallèles de chaque côté des trois escaliers en marbre, créant ainsi un portique avec cinq escaliers. Cet aménagement permet aux pèlerins de plus en plus nombreux (notamment pendant la Semaine sainte) de descendre les escaliers latéraux sans perturber ceux qui gravissent à genoux l'escalier saint central.
En 1672, l'abbé Joseph Maria Soresini qui est chargé d'écrire un petit texte historique sur la relique, rédige une fausse bulle attribuée au pape Pascal II, Ad apostolicae dignitatis fastigium qu'il insère dans sa publication. Cette bulle du 5 août 1100 était censée accorder neuf années d'indulgences pour chacune des 28 marches que les pèlerins graviraient à genoux, et selon une autre tradition inventée, confirmer une bulle du pape Léon IV de l'an 850. Les papes Benoît XIV, par un décret de la sainte Congrégation des indulgences en 1742, et Pie VII, par un décret du 2 septembre 1817, confirment la fausse bulle, accordant de nouveau cette indulgence, mais à perpétuité, et déclarant qu'on pouvait aussi l'appliquer aux âmes du Purgatoire, ce qui favorise les pèlerinages et fait du culte de la Scala Santa le plus important de la ville.
En 1853, le pape Pie IX fait restaurer le sanctuaire de la Scala Santa et lui adjoint un couvent, confiant le 24 février la charge de ce complexe à la Congrégation de la Passion de Jésus-Christ.
Le pape Pie X, par rescrit autographe du 26 février 1908, accorde une indulgence plénière aussi souvent que les escaliers sont montés après la confession et la communion.
Faisant partie du Latran, le sanctuaire de la Scala Santa romaine est une des propriétés extraterritoriales du Saint-Siège en Italie depuis les accords du Latran signés en 1929.
Le sanctuaire de la Scala Santa est classé au patrimoine mondial de l'UNESCO depuis 1980.
Une restauration importante de l'escalier est entreprise en 2007, principalement financée par la Getty Foundation (en) qui a versé 300 000 £.
Le 2 juillet 2010, les marches sont vandalisées par diverses inscriptions faites avec de la peinture rouge qui ont été rapidement nettoyées par les services municipaux.

### Description

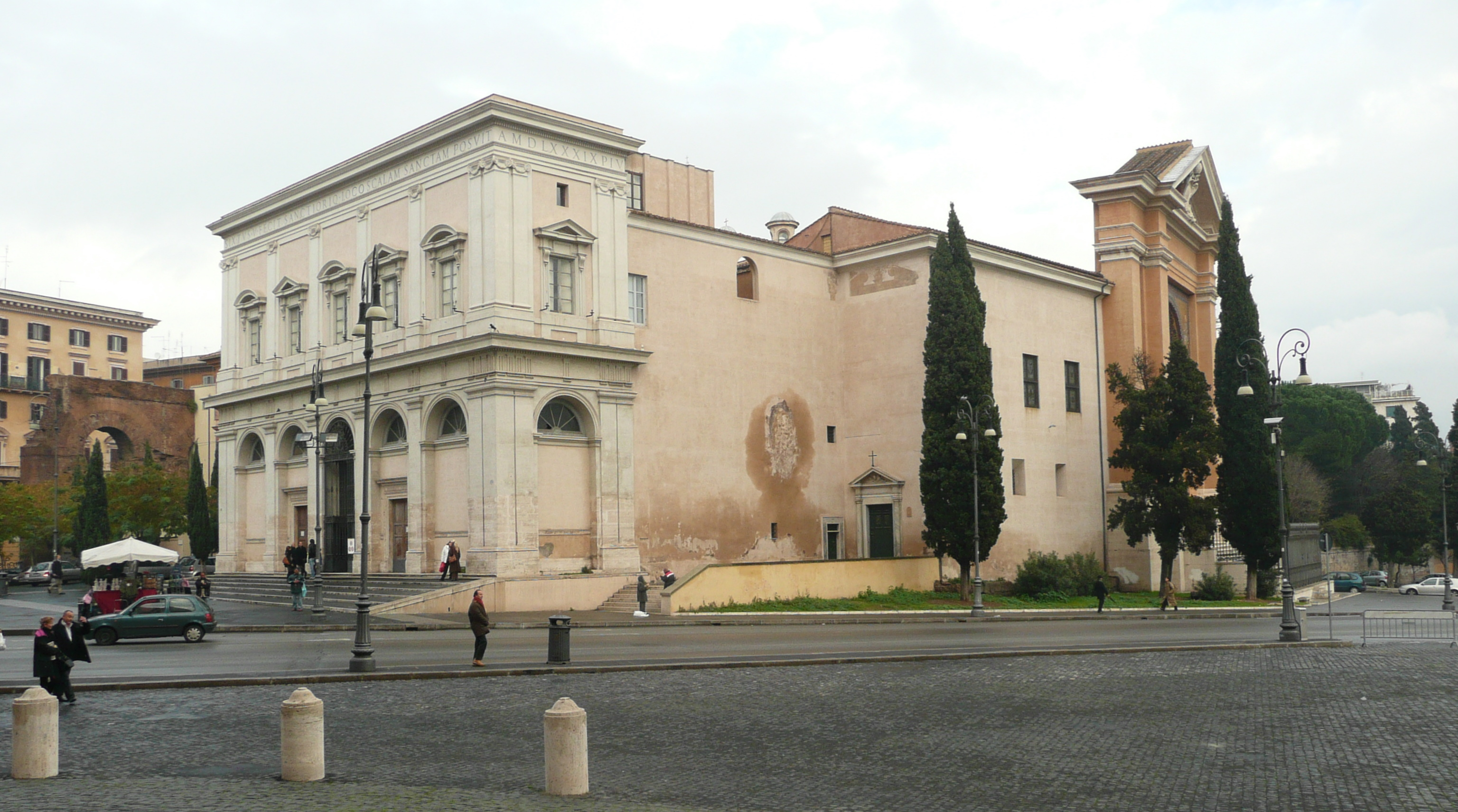
Complexe monumental de la Scala Santa à Rome.

Cette Scala Santa romaine est composée de 28 marches de marbre blanc de Tyr dont les veines sont dans le sens de la longueur des marches. La fréquence des pèlerinages entraînait leur usure prématurée, ce qui incite le pape Clément XII en 1730, à les faire recouvrir de planches de bois de noyer destinées à les protéger, opération qui a été renouvelée trois fois. Certaines planches sont percées de hublots en laiton dont le verre laisse transparaître des taches que la tradition locale attribue aux gouttes de sang tombant de Jésus, couronné d'épines, lorsqu'il fut amené devant Pilate. Ces taches sont en fait des veines de marbre.
L'escalier, flanqué de quatre autres escaliers (deux de chaque côté, pour l'usage commun, puisque le Saint Escalier ne peut être monté que sur les genoux), a été ceint de panneaux de bois décorés de peintures al fresco représentant les scènes de la Passion du Christ et réalisées notamment par Giovanni Baglione, Giacomo Stella (en), Giovanni Battista Pozzi[Lequel ?], Paris Nogari, Prospero Orsi, Ferraù Fenzoni, Paul Bril, Paolo Guidotti, Giovanni Battista Ricci, Cesare Torelli Romano, Antonio Vivarini, Andrea Lilio, Cesare et Vincenzo Conti (en), Baldassare Croce, Ventura Salimbeni, et Antonio Scalvat. La Scala Santa mène à une scène de la Crucifixion.
Par ailleurs, la Scala Santa désigne désormais un complexe monumental abritant sur l'oratoire San Silvestro in Palatio ainsi que la chapelle San Lorenzo in Palatio dite Sancta sanctorum qui fut l'ancienne chapelle privée du pape. L'Escalier saint mène à cette chapelle.

## Autres Saints Escaliers

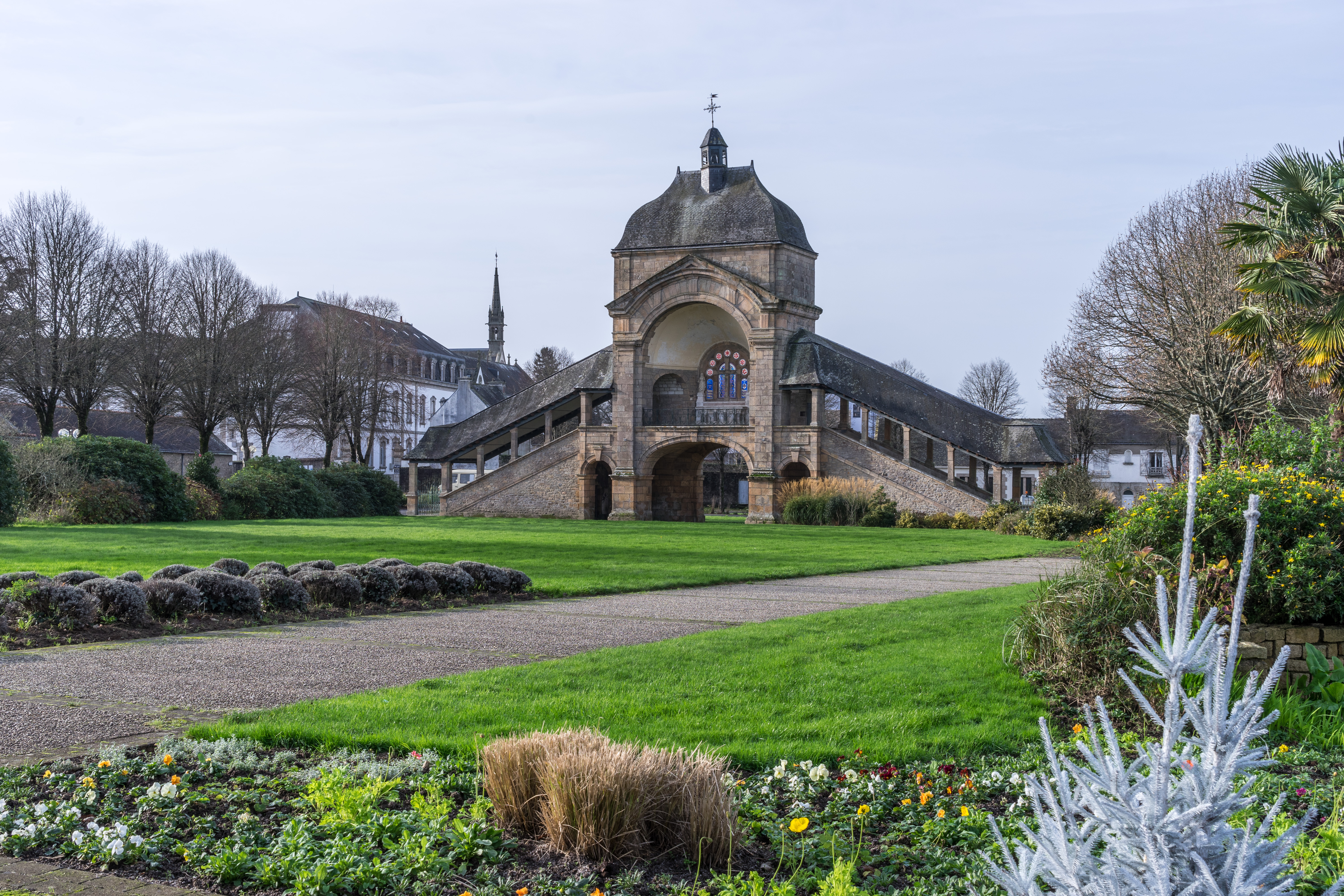
Scala Santa à double escalier de la basilique de Sainte-Anne d'Auray.

- Jérusalem conserverait les restes de l'escalier originel[réf. souhaitée].
- Veroli dans la province de Frosinone, en conserve un autre.
- Scala Santa (it) de Campli dans la province de Teramo.
- Au Mont Sacré de Varallo est conservée une copie de la Scala Santa romaine
- Contre l'église des Théatins de Salzbourg (église Saint-Gaëtan), copie de la Scala Santa de 49 marches.
- Chapelle Notre-Dame de Montserato à Bastia en Corse. Le pape Pie VII a autorisé la ville de Bastia à posséder une Scala Santa pour la remercier de l'accueil réservé aux religieux qui étaient persécutés parce qu'ils ne s'étaient pas soumis à l'autorité de Napoléon Bonaparte lors du Concordat de 1801.
- Le calvaire de la Madeleine à Pontchâteau en Loire-Atlantique.
- Le début du Chemin de Croix de Lourdes dispose d'un Escalier Saint.
- Le Scala Sancta de la basilique Sainte-Anne d'Auray et de la basilique Notre-Dame-de-Quelven en Bretagne.
- Le Scala Sancta édifiée en 1891 près de la basilique Sainte-Anne-de-Beaupré au Québec (Canada) est la première construite sur le continent américain[réf. souhaitée].
- Le Scala Sancta édifiée en 1905 près de l'oratoire Saint-Joseph du Mont-Royal au Québec (Canada).
- La Scala Sancta de l'église du château de la ville de Rastatt en Allemagne. La margravine Françoise-Sibylle de Saxe-Lauenbourg fit copier l'escalier du Latran après son retour de son voyage à Rome en 1719.
- Le Scala Santa de Sugny. Moyen pour arriver à la première Station du Chemin de Croix. Construit et béni en 1925, restauré en 2018 et béni à nouveau le 16 août 2018 par M. Vancottem.
- La Scala Santa des établissements Saint-Martin de Beaupréau en Mauges en Anjou. Construite au XIXe siècle, elle fait l'objet d'un projet de restauration en 2025 par la Fondation Fassic, propriétaire des lieux.

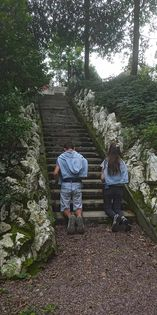
Pèlerinage Sugny 2023.

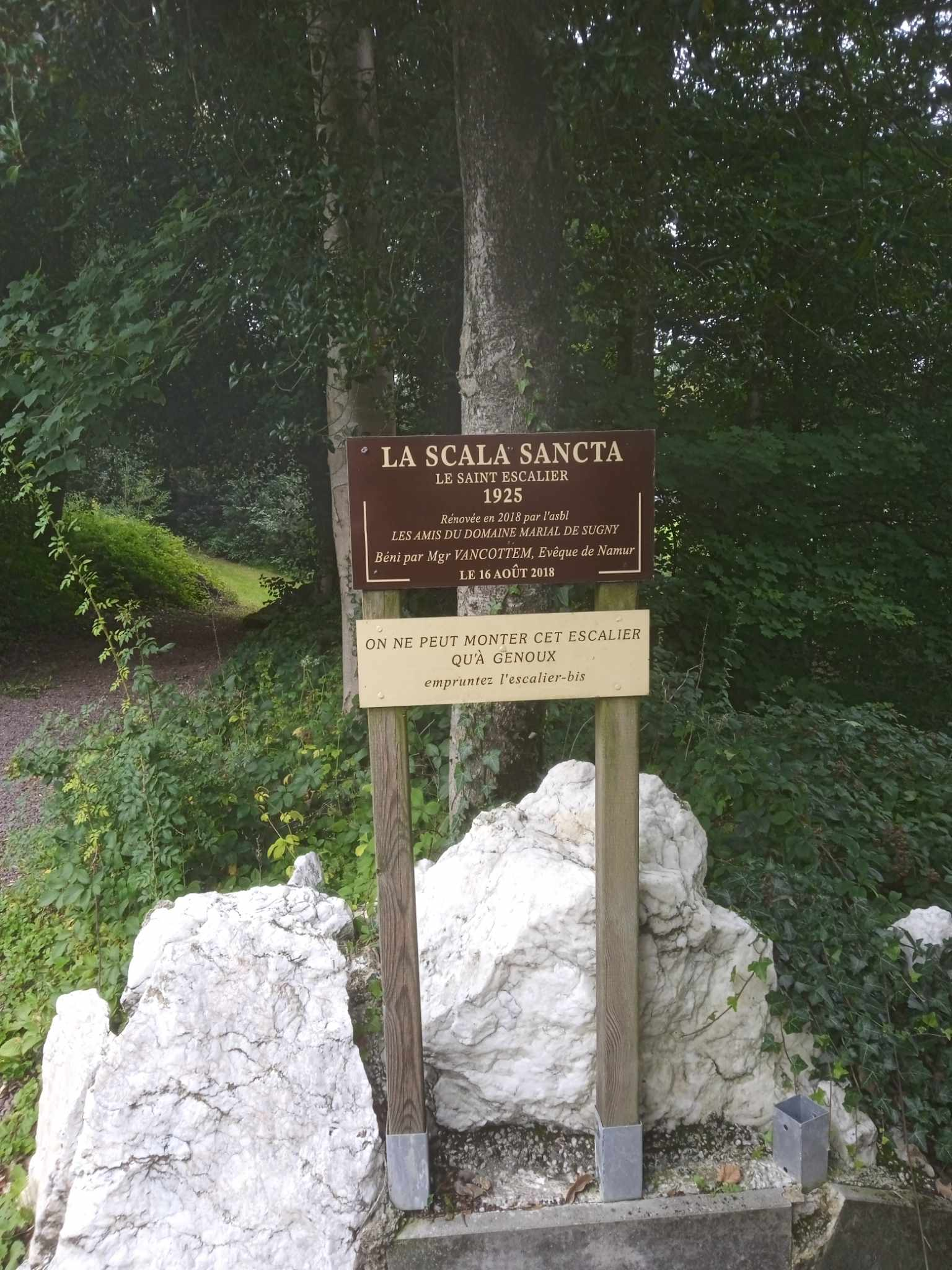
Scala Santa Sugny.

Une indulgence spéciale reste attachée à ces Saints Escaliers : les personnes qui les gravissent à genoux avec les dispositions requises, en priant ou en méditant sur la Passion du Christ (parfois en baisant chacune de ses marches), gagnent plusieurs années d'indulgences pour chacune des marches montées.